# Шерон, Александра
Алекса́ндра Бовуа́р Шеро́н Това́рес (англ. Alexandra Beauvoir Cheron Tavarez; 16 января 1983, Сан-Франсиско-де-Макорис, Доминиканская Республика — 21 мая 2011, Санто-Доминго, Доминиканская Республика) — американская актриса

 и фотомодель.

## Биография

### Ранние годы
Александра Бовуар Шерон Товарес родилась 16 января 1983 года в Сан-Франсиско-де-Макорис (Доминиканская Республика), а росла она в Республике Гаити. Когда девочке было 10 лет её семья вновь переехала в Доминиканскую Республику, а спустя 6 лет эмигрировала в США. У Александры есть сестра — Элизабет Шерон.

### Карьера
Тягу к искусству Александра обнаружила в себе ещё живя в Доминиканской Республике. Она занималась танцами, в частности балетом. Позже она выступала с труппой театра, ставя спектакли для детей и подростков, целью которых было донести до детей информацию о психоактивных веществах.
Несколько позже она начала карьеру киноактрисы и фотомодели. Занималась предпринимательством.

### Личная жизнь
В 2001—2002 годы Александра была замужем за Микаэлем Руссо, от которого родила дочь — Мелиссу Руссо (род. 08.11.2000).
В 2008—2009 годы была замужем за Кристофером Э. Сантосом, от которого родила сына — Брэндона Энрике Сантоса (род. 16.03.2008).

### Последние годы жизни и гибель
По информации имеющейся на сентябрь 2008 года, актриса проживала в Майами (штат Флорида, США).
21 мая 2011 года в СМИ появилась противоречивая информация о гибели 28-летней Александры в автокатастрофе в Санто-Доминго. В тот же день информацию о гибели бывшей супруги подтвердил Кристофер Сантос. В момент катастрофы,  Шерон сама находилась за рулём, была объявлена мёртвой уже в госпитале. Шерон ехала на юг по маршруту 3 (autovia del este) в Санто-Доминго, в Доминиканской Республике, и перебралась на противоположную полосу, по которой грузовик ехал на север. По словам свидетелей, водитель грузовика увидел машину и попытался уйти с дороги, но всё равно столкнулся с автомобилем актрисы. Непонятно, почему Шерон поехала по другой полосе. Её дети, Мелисса и Брэндон, также находились в машине и были госпитализированы в больницу вместе с водителем грузовика. Шерон, которая до этого выжила в автокатастрофе почти 3 года назад на этой же трассе, была помолвлена с бейсболистом Франклином Рейесом (встречались с 2009 года) и планировала выйти замуж летом 2011 года во Францию.

## Фильмография
| Год       |    | Русское название             | Оригинальное название | Роль               |
| --------- | -- | ---------------------------- | --------------------- | ------------------ |
| 2006      | ф  | Полиция Майами. Отдел нравов | Miami Vice            | медсестра          |
| 2007      | ф  | После секса                  | After Sex             | Дженнифер          |
| 2007      | ф  | Жажда скорости               | Redline               | актриса / модель   |
| 2007—2008 | с  | Игра                         | Game, The             | Ребекка            |
| 2008      | тф | Изюм на солнце               | A Raisin in the Sun   | Анна               |
| 2008      | ф  | Это не тест                  | This Is Not a Test    | женщина на встрече |
| 2008      | ф  | Талантливый парень           | Talento de Barrio     | Каролина           |
| 2009      | ф  | Коко                         | Coco                  | американка         |
| 2011      | ф  | Мама, я хочу петь!           | Mama, I Want to Sing! | Кимберли           |